# Jermaine O'Neal
Jermaine Lee O'Neal Sr. (Columbia, 13 oktober 1978) is een Amerikaans voormalig basketballer.

## Carrière
O'Neal speelde geen collegebasketbal en stelde zich in 1996 kandidaat voor de NBA draft. Hij werd als 17e gekozen in de eerste ronde door de Portland Trail Blazers waar hij vier seizoenen speelde en vier keer de play-offs haalde maar nooit verder kwam dan een bankspeler. In 2000 werd hij samen met Joe Kleine geruild naar Indiana Pacers voor Dale Davis. Bij de Pacers speelde hij acht seizoenen en haalde zesmaal de play-offs.
In de zomer van 2008 werd hij geruild naar de Toronto Raptors samen met Nathan Jawai voor Maceo Baston, T.J. Ford, Roy Hibbert en Rasho Nesterović. Na een half seizoen werd hij in februari 2009 geruild samen met Jamario Moon en enkele draftpicks naar de Miami Heat voor Marcus Banks, Shawn Marion en een geldsom. Aan het einde van het volgende seizoen tekende hij als vrije speler bij de Boston Celtics waar zijn contract in april 2012 werd ontbonden. Nadien speelde hij nog een seizoen voor de Phoenix Suns en Golden State Warriors.

## Erelijst
- NBA All-Star: 2002, 2003, 2004, 2005, 2006, 2007
- All-NBA Second Team: 2004
- All-NBA Third Team: 2002, 2003
- NBA Most Improved Player: 2002
- Goodwill Games:  2001
- Tournament of the Americas:  2003

## Statistieken

### Regulier seizoen
| Seizoen      | Team                   | WG   | WS  | MPW  | 2P%  | 3P%  | FW%  | RPW  | APW | SPW | BPW | PPW  |
| ------------ | ---------------------- | ---- | --- | ---- | ---- | ---- | ---- | ---- | --- | --- | --- | ---- |
| 1996/97      | Portland Trail Blazers | 45   | 0   | 10,2 | 45,1 | 0,0  | 60,3 | 2,8  | 0,2 | 0,0 | 0,6 | 4,1  |
| 1997/98      | Portland Trail Blazers | 60   | 9   | 13,5 | 48,5 | 0,0  | 50,6 | 3,4  | 0,3 | 0,3 | 1,0 | 4,5  |
| 1998/99      | Portland Trail Blazers | 36   | 1   | 8,6  | 43,4 | 0,0  | 51,4 | 2,7  | 0,4 | 0,1 | 0,4 | 2,5  |
| 1999/00      | Portland Trail Blazers | 70   | 8   | 12,3 | 48,6 | 0,0  | 58,2 | 3,3  | 0,3 | 0,2 | 0,8 | 3,9  |
| 2000/01      | Indiana Pacers         | 81   | 80  | 32,6 | 46,5 | 0,0  | 60,1 | 9,8  | 1,2 | 0,6 | 2,8 | 12,9 |
| 2001/02      | Indiana Pacers         | 72   | 72  | 37,6 | 47,9 | 7,1  | 68,8 | 10,5 | 1,6 | 0,6 | 2,3 | 19,0 |
| 2002/03      | Indiana Pacers         | 77   | 76  | 37,2 | 48,4 | 33,3 | 73,1 | 10,3 | 2,0 | 0,9 | 2,3 | 20,8 |
| 2003/04      | Indiana Pacers         | 78   | 78  | 35,7 | 43,4 | 11,1 | 75,7 | 10,0 | 2,1 | 0,8 | 2,6 | 20,1 |
| 2004/05      | Indiana Pacers         | 44   | 41  | 34,8 | 45,2 | 16,7 | 75,4 | 8,8  | 1,9 | 0,6 | 2,0 | 24,3 |
| 2005/06      | Indiana Pacers         | 51   | 47  | 35,3 | 47,2 | 30,0 | 70,9 | 9,3  | 2,6 | 0,5 | 2,3 | 20,1 |
| 2006/07      | Indiana Pacers         | 69   | 69  | 35,6 | 43,6 | 0,0  | 76,7 | 9,6  | 2,4 | 0,7 | 2,6 | 19,4 |
| 2007/08      | Indiana Pacers         | 42   | 34  | 28,7 | 43,9 | 0,0  | 74,2 | 6,7  | 2,2 | 0,5 | 2,1 | 13,6 |
| 2008/09      | Toronto Raptors        | 41   | 34  | 29,7 | 47,3 | 0,0  | 81,0 | 7,0  | 1,6 | 0,4 | 2,0 | 13,5 |
| 2008/09      | Miami Heat             | 27   | 27  | 30,0 | 47,5 | 0,0  | 75,0 | 5,4  | 2,0 | 0,4 | 2,0 | 13,0 |
| 2009/10      | Miami Heat             | 70   | 70  | 28,4 | 52,9 | 0,0  | 72,0 | 7,0  | 1,3 | 0,4 | 1,4 | 13,6 |
| 2010/11      | Boston Celtics         | 24   | 10  | 18,0 | 45,9 | 0,0  | 67,4 | 3,7  | 0,5 | 0,1 | 1,3 | 5,4  |
| 2011/12      | Boston Celtics         | 25   | 24  | 22,8 | 43,3 | 0,0  | 67,7 | 5,4  | 0,4 | 0,3 | 1,7 | 5,0  |
| 2012/13      | Phoenix Suns           | 55   | 4   | 18,7 | 48,2 | 0,0  | 83,5 | 5,3  | 0,8 | 0,3 | 1,4 | 8,3  |
| 2013/14      | Golden State Warriors  | 44   | 13  | 20,1 | 50,4 | 0,0  | 75,0 | 5,5  | 0,6 | 0,3 | 0,9 | 7,9  |
| Carrière     | Carrière               | 1011 | 697 | 27,1 | 46,7 | 14,7 | 71,5 | 7,2  | 1,4 | 0,5 | 1,8 | 13,2 |
| NBA All-Star | NBA All-Star           | 5    | 2   | 24,0 | 47,8 | 0,0  | 66,7 | 7,6  | 0,8 | 0,8 | 1,4 | 11,2 |

### play-offs
| Seizoen  | Team                   | WG | WS | MPW  | 2P%  | 3P% | FW%  | RPW  | APW | SPW | BPW | PPW  |
| -------- | ---------------------- | -- | -- | ---- | ---- | --- | ---- | ---- | --- | --- | --- | ---- |
| 1996/97  | Portland Trail Blazers | 2  | 0  | 2,0  | 0,0  | 0,0 | 0,0  | 0,5  | 0,0 | 0,0 | 0,5 | 0,0  |
| 1997/98  | Portland Trail Blazers | 1  | 0  | 3,0  | 0,0  | 0,0 | 0,0  | 1,0  | 0,0 | 0,0 | 2,0 | 0,0  |
| 1998/99  | Portland Trail Blazers | 9  | 0  | 6,1  | 40,0 | 0,0 | 50,0 | 1,9  | 0,1 | 0,0 | 0,3 | 1,6  |
| 1999/00  | Portland Trail Blazers | 8  | 0  | 4,8  | 27,3 | 0,0 | 66,7 | 0,9  | 0,1 | 0,0 | 0,4 | 1,5  |
| 2000/01  | Indiana Pacers         | 4  | 4  | 39,3 | 43,6 | 0,0 | 50,0 | 12,5 | 1,8 | 0,0 | 2,5 | 9,8  |
| 2001/02  | Indiana Pacers         | 5  | 5  | 38,4 | 44,7 | 0,0 | 75,0 | 7,6  | 1,0 | 0,8 | 1,6 | 17,2 |
| 2002/03  | Indiana Pacers         | 6  | 6  | 45,3 | 46,7 | 0,0 | 78,5 | 17,5 | 0,7 | 0,5 | 3,0 | 22,8 |
| 2003/04  | Indiana Pacers         | 16 | 16 | 37,8 | 42,3 | 0,0 | 70,0 | 9,1  | 1,2 | 0,5 | 2,3 | 19,2 |
| 2004/05  | Indiana Pacers         | 13 | 13 | 36,6 | 36,5 | 0,0 | 75,0 | 8,0  | 2,2 | 0,5 | 2,6 | 16,0 |
| 2005/06  | Indiana Pacers         | 6  | 6  | 36,0 | 52,4 | 0,0 | 71,7 | 7,5  | 1,7 | 0,5 | 2,3 | 21,0 |
| 2008/09  | Miami Heat             | 6  | 5  | 27,0 | 54,9 | 0,0 | 75,0 | 4,5  | 1,5 | 0,5 | 1,5 | 13,3 |
| 2009/10  | Miami Heat             | 5  | 5  | 23,4 | 20,5 | 0,0 | 42,9 | 5,6  | 1,0 | 0,8 | 2,0 | 4,2  |
| 2010/11  | Boston Celtics         | 9  | 9  | 21,9 | 48,8 | 0,0 | 90,9 | 4,2  | 0,9 | 0,2 | 1,8 | 5,8  |
| 2013/14  | Golden State Warriors  | 7  | 3  | 12,0 | 56,3 | 0,0 | 75,0 | 3,4  | 0,1 | 0,1 | 0,4 | 6,0  |
| Carrière | Carrière               | 97 | 72 | 26,6 | 42,6 | 0,0 | 71,8 | 6,5  | 1,0 | 0,4 | 1,7 | 11,6 |